# يهودا ليف أبل
يهودا ليف أبل (بالعبرية יהודה לֶיְבּ אֶפֶל، واسم عائلته بالييدية: עפעל؛ وُلِد في 23 مارس 1857 في مدينة فيسكشنياي، مقاطعة كوفنو، الإمبراطورية الروسية (ليتوانيا) – وتوفي في 27 نوفمبر 1934، في تل أبيب) كان صحفيًا عبريًا وناشطًا صهيونيًا، ومن أوائل أعضاء حركة "أحباء صهيون" (חיבת ציון) في فيلنيوس.

## حياته
وُلد يهودا ليف أبل في 23 مارس 1857 في مدينة فيسكشنياي، التابعة لمقاطعة كوفنو في الإمبراطورية الروسية (ضمن منطقة ليتوانيا، والتي كانت آنذاك جزءًا من نطاق الاستيطان اليهودي). كان ابنًا لإسحق وحايا سارة (من عائلة سيرجي). فقد والدته وهو في السادسة والنصف من عمره. تلقى تعليمه الديني التقليدي في "الحيدر" (مدرسة يهودية تقليدية، تُشبِهُ الكُتّاب عند المسلمين)، ثم التحق بالمدرسة الدينية (اليشيفا). ومنذ طفولته، اشتهر بذكائه، وحمل لقب "المعجزة من فيسكشنياي".
في سن الثامنة عشرة، أخذه قريبُهُ، الكاتب أبراهام دوف، إلى فيلنيوس، حيث وافق الحاخامان يوسيلِه وشلوملِه على ضمه إلى حلقاتهما الدراسية. بالإضافة إلى ذلك، درس العلوم العامة وتعلّم اللغة الألمانية. لاحقًا، انتقل لفترة وجيزة للعيش مع خاله (شقيق والدته)، الذي كان يملك مصنعًا في مدينة برديتشيف، ثم عاد إلى فيلنيوس.
عمل أبل في فيلنيوس لعدة سنوات كعامل في مصنع للمعادن، ثم انتقل إلى التدريس الخاص. وعندما برزت حركة "أحباء صهيون"، انضم إليها وعمل إلى جانب أوائل ناشطيها، كما شغل منصب سكرتير شموئيل يوسف فين. وعندما تأسست جمعية "أحباء صهيون" عام 1882، عُيّن سكرتيرًا لها. في العام نفسه، تزوج من إستير، ابنة مئير مجيد، وهي ابنة شقيق الكاتب هليل نحمان مجيد شتاينشنايدر.
في عام 1888، ساعد موشيه ليب ليليِنبلوم في إدارة شؤون حركة "أحباء صهيون" في روسيا. وفي عام 1891، أسس مجموعة استيطانية في فيلنيوس عملت على شراء مساحات كبيرة من أراضي الخضيرة.
انضم أبل إلى جمعية "بني موشيه" فور تأسيسها عام 1889، وشغل منصب سكرتيرها في فيلنيوس. وفي عام 1894، شارك في بيع نبيذ المستوطنات اليهودية في فلسطين بمدن روسيا، واقترح إنشاء شركة متخصصة لتوزيع النبيذ نظرًا لصعوبة قيام فرد واحد بهذه المهمة. لاحقًا، تأسست بالفعل شركة "كرمل" لهذا الغرض.
إضافة إلى ذلك، كان أبل يبيع ثمار الأترج القادمة من فلسطين، وساعد إليعيزر بن يهودا أثناء فترة اعتقاله. كما شارك في لجنة الاحتفال بذكرى الكاتب كلمان شولمان، وساهم في جمع تبرعات كبيرة من يهود الشتات من خلال أكثر من 700 رسالة أرسلها. كما دعم الحاخام يتسحاق يعقوب راينس في تأسيس حركة "المزراحي".
في عام 1902، أسس بالتعاون مع شركاء آخرين دار طباعة، نشر من خلالها على مدى عقد من الزمن مطبوعات دعائية للحركة الصهيونية، إلى جانب الصحف التابعة للمنظمة الصهيونية، مثل "هعوֹلَم" و"داس يديشِه فولك" ("الشعب اليهودي"). كما قام على نفقته الخاصة بطباعة كتب الحاخام يتسحاق نيسبوم. أدّى نشاطه هذا إلى تعريضه لمضايقات السلطات الروسية، التي سعت إلى إغلاق المطبعة.
خلال الحرب العالمية الأولى، انتقل أبل إلى مدينة خاركيف، حيث واصل عمله في الطباعة. وفي عام 1919، عاد إلى فيلنيوس، ثم في عام 1921، هاجر إلى فلسطين بناءً على طلب يتسحاق لايب جولدبرغ، حيث أصبح مساعده ومدير مزرعته في هرطوف. بعد أحداث 1929 وتدمير المزرعة، انتقل إلى تل أبيب، حيث عمل مستشارًا لجولدبرغ.
نشر أبل في فلسطين مقالات في صحيفتي "هآرتس" و"هعوֹلَم"، تناول فيها بدايات حركة "أحباء صهيون"، كما جمع أرشيفه الخاص. وبعد وفاته، نُشرت مذكراته في كتاب بعنوان "في قلب البعث الصهيوني"، وتبرعت عائلته بأرشيفه للمكتبة الوطنية.
توفي يهوذا لايب أبل في شتاء نوفمبر عام 1934 في تل أبيب عن عمر ناهز 77 عامًا، ودُفن في مقبرة ترومبلدور بحضور حشد غفير.
ترك وراءه أربعة أبناء، جميعهم هاجروا إلى فلسطين:
شالوم أبل (1897–1953).
د. راحيل أبل (1898–1968)، كانت طبيبة.
يتسحاق أبل (1888–1961)، كان عاملًا في مطبعة صحيفة "دافار".
سارة أبل (1889–1975).

## ذكرياته
نُشرَت مُذكّراته بعد وفاته تحت عُنوان: בתוך ראשית התחיה: זכרונות וכתבים מימי "חובבי ציון" ברוסיה, תל אביב: דפוס גוטנברג, תרצ"ו 1936 (أبل، يهودا ليف، في قلب البعث الصهيوني: مذكّرات وكتابات من أيام حركة أحباء صهيون في روسيا، تل أبيب: مطبعة غوتنبرغ، 5696 عبري/1936 م، الصفحات 530-531). (الكتاب مُدرَج في فهرس ULI). 

## قراءات إضافية
نبذة عن حياته "أبل، يهودا ليب" (אפל, יהודה ליב), في قاموس: دافيد كلاعَي، كتاب الشخصيات: معجم أرض إسرائيلي (ספר האישים: לכסיקון ארצישראלי)، تل أبيب: مسادا، موسوعة عامة، 1937، ص. 530-531. قالب:ULI

## وصلات خارجية
أبل، يهودا-ليب بن إسحاق، في: دوف ليبتس (رئيس التحرير)، نتان غورين وآخرون (هيئة التحرير)، يهودا ليتوانيا، المجلد الثالث، الكتاب الأول: "شخصيات"، تل أبيب: عام هسيفر، 1967، ص. 115-116.